# Thomas Farrington
Thomas Farrington (* 1798; † 2. Dezember 1872) war ein US-amerikanischer Jurist und Politiker. Er war von 1842 bis 1845 und von 1846 bis 1847 Treasurer of State von New York.

## Werdegang
Über die Jugendjahre von Thomas Farrington ist nichts bekannt. Farrington lebte in Owego (New York). Ob er dort auch geboren wurde, ist nicht bekannt. Farrington saß 1833 und 1840 für das Tioga County in der New York State Assembly. Am 30. April 1835 wurde er Vormundschafts- und Nachlassrichter im Tioga County. Die Wirtschaftskrise von 1837 überschattete die Folgejahre. Er wurde 1842 und 1846 zum Treasurer of State von New York ernannt. 1845 bekleidete er den Dienstgrad eines Adjutant General in der Miliz von New York. Er nahm 1856 als Delegierter für New York an der Republican National Convention teil.